# Dean Edwards
Dean Edwards (* 30. července 1970, Bronx, New York, USA) je americký herec a komik.

## Filmografie
- 1996 Melrose Place (TV)
- 2001-2003 Saturday Night Live (TVS)
- 2003 Saturday Night Live Weekend Update Halftime Special
- 2003 Marci X
- 2004 Tony N' Tina's Wedding
- 2004 The Sopranos (TV)
- 2005 Weekends at the D.L. (TV)
- 2006 Where My Dogs At? (TV)
- 2006 A New Wave
- 2007 Universal Remote
- 2007 Spider-Man 3
- 2008 Goyband
- 2010 April's Fools